# Vulkanit

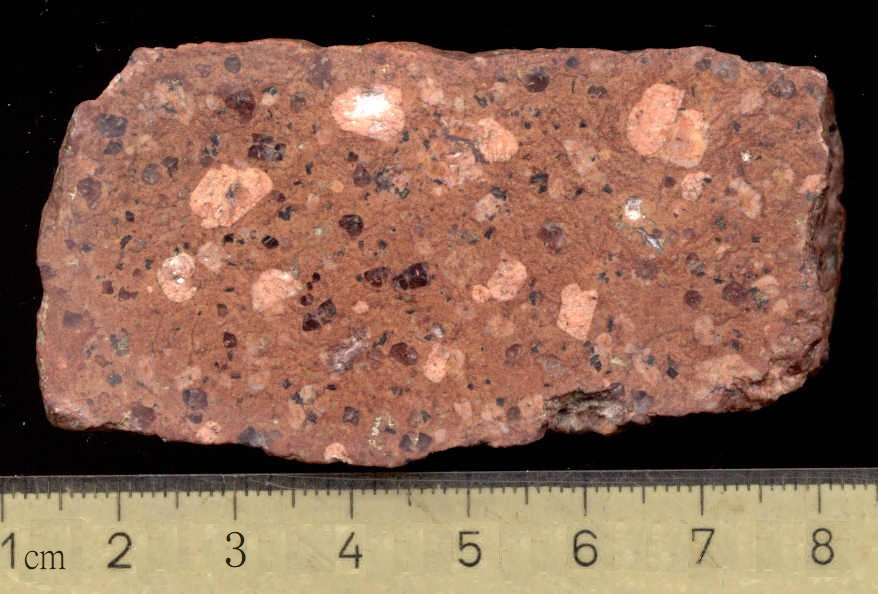
Rhyolith: Ein Vulkanit mit porphyrischem Gefüge. Einsprenglinge aus mehrheitlich rosafarbenem Feldspat und dunkel erscheinendem Quarz liegen in einer feinkörnigen rötlichen Grundmasse aus den gleichen Mineralen vor.

Ein Vulkanit (auch vulkanisches Gestein, Ergussgestein, Eruptivgestein, Effusivgestein oder Extrusivgestein) ist ein Gestein, das infolge kontinentaler oder ozeanischer vulkanischer Aktivität durch rasche Abkühlung einer Gesteinsschmelze an der Erdoberfläche oder oberflächennah (Erkalten < 5 km Tiefe bis Oberfläche) entsteht. Vulkanite liegen als Lakkolithe, Schlotgestein, Lava oder als Pyroklasten bzw. pyroklastische Sedimente vor. Sie bilden gemeinsam mit den Plutoniten (Tiefengesteinen), die aus langsam in tieferen Bereichen der Erdkruste abkühlender Schmelze (Magma) entstehen, die Gruppe der magmatischen Gesteine (Magmatite). Gelegentlich werden Gesteine, die im Übergangsbereich von Vulkaniten und Plutoniten erstarrt sind, als Subvulkanite bezeichnet.

## Gefüge

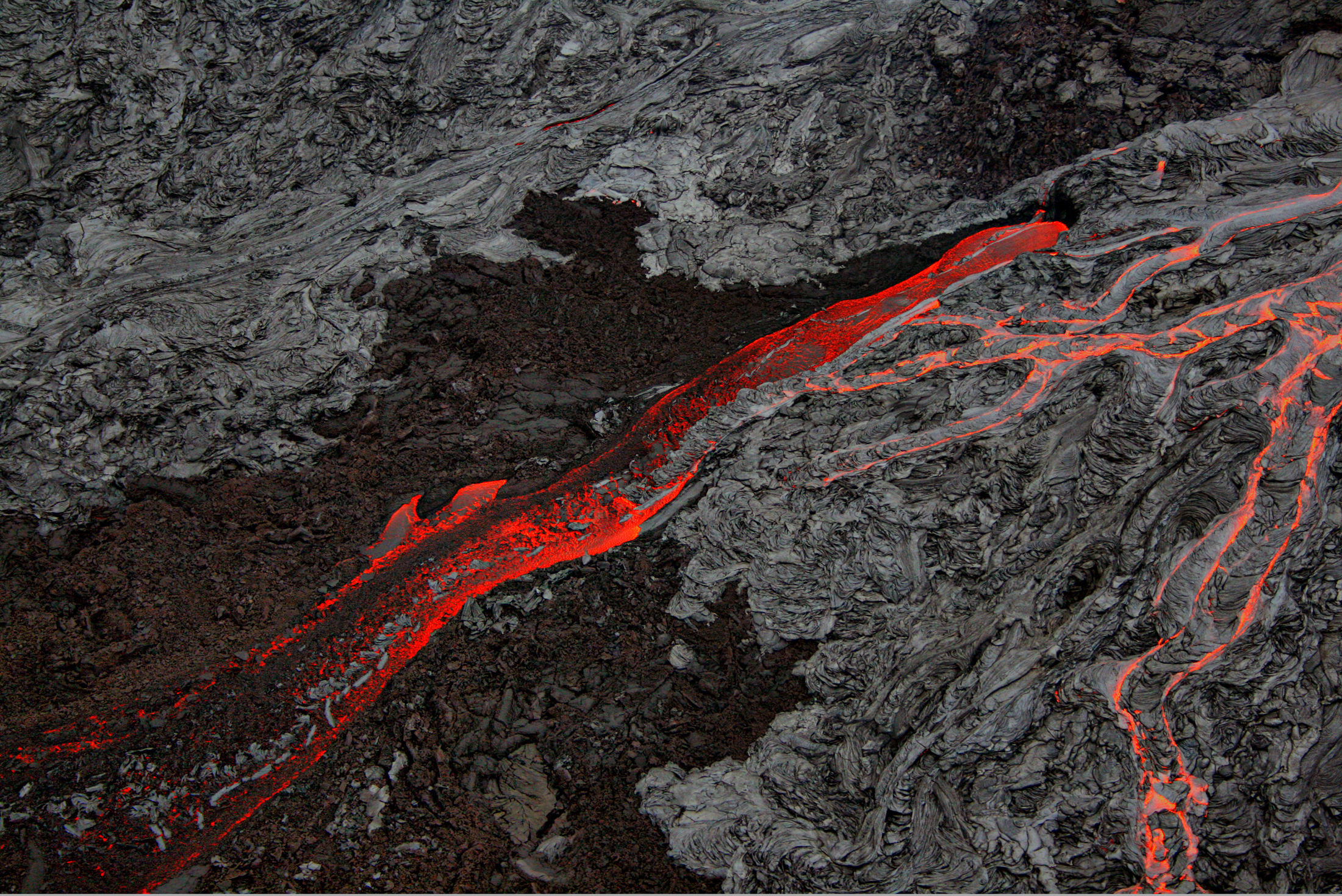
In-situ-Entstehung eines Vulkanits: Ein basaltischer Lavastrom auf Hawaii

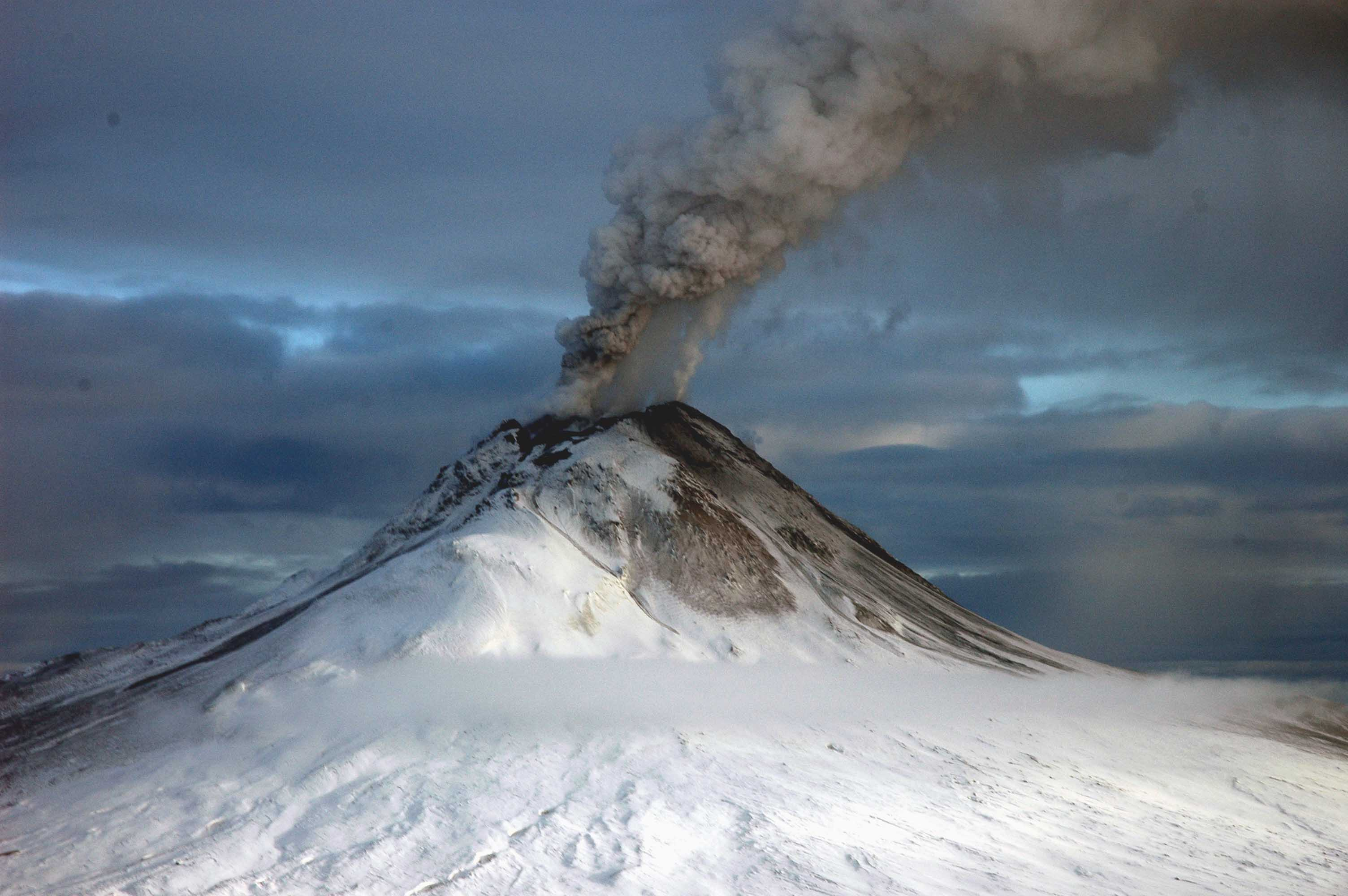
Auswurf von Tephra am Mount St. Augustine

Eruptivgesteine sind im Gegensatz zu den Tiefengesteinen oft sehr feinkörnig oder sogar glasig erstarrt, was zu einer gleichmäßigeren Färbung führt. Grund dafür ist die schnelle Abkühlung, weswegen zu wenig Zeit zum Wachstum großer Kristalle bleibt. Werden jedoch in der Magmakammer gebildete Kristalle mitgeführt und bei der Erstarrung der Schmelze als Einsprenglinge in der feinen Grundmasse eingeschlossen, spricht man von einem Gestein mit porphyrischem Gefüge, welches für viele Vulkanite charakteristisch ist. Als Lavastrom erstarrte Eruptivgesteine können viele durch vulkanische Gase gebildete Blasenhohlräume (Geoden) enthalten. Während des Ausfließens des Lavastroms kann es durch Einregelung von tafeligen oder stängeligen Kristallen parallel zur Fließrichtung zur Ausbildung einer so genannten Fließtextur bzw. eines trachytischen Gefüges kommen.
Auf pyroklastischem Wege verteilte Vulkanite (Tephra, etwa Tuff, Bimsstein) lagern sich oft schichtweise ab und bilden so einen Übergang zu den Sedimenten und Sedimentgesteinen.

## Zusammensetzung
Der Mineralbestand vulkanischer Gesteine ist sehr vielfältig und spiegelt eine Reihe von Prozessen der Magmenentstehung und der Abkühlungsgeschichte des Magmas (fraktionierte Kristallisation) wider. Häufig auftretende Minerale sind z. B. Quarz, Feldspat, Foide, Pyroxene, Olivin, Amphibole, Magnetit und andere Oxide.
Oft enthalten Vulkanite auch Einschlüsse von Nebengestein (Xenolithe), das in die Magmenkammer gestürzt ist oder während des Magmenaufstieges von den Schlotwänden mitgerissen wurde. Ein typisches Beispiel sind hier etwa die in den Basalttuffen der Eifel zu findenden Olivinbomben. Analog zu den Plutoniten lässt sich anhand der Magmendifferentiation eine grobe Reihenfolge vulkanischer Gesteine nach ihrer Differentiation (wenig nach hoch) angeben:
Pikrit oder Basanit → Basalt → Andesit → Trachyt → Dazit → Rhyolith → Alkalifeldspatrhyolith

## Klassifikation und Beispiele

Klassifikation der Vulkanite im Streckeisendiagramm

Je nach Art des vulkanischen Gesteins können verschiedene Klassifikationsmethoden angewandt werden. Verbreitet ist die Einteilung mit Hilfe des Streckeisendiagramms anhand ihres Mineralbestandes. Feinkörnige oder glasige Vulkanite werden im TAS-Diagramms nach ihrer chemischen Zusammensetzung klassifiziert. Weitere Einteilungsschemata bestehen beispielsweise für ultramafische oder alkalireiche Vulkanite sowie für pyroklastische Sedimente.
Einige Beispiele für Vulkanite sind:
- Andesit
- Basalt
- Dacit
- Foidit
- Ignimbrit
- Latit
- Melilithit
- Obsidian
- Phonolith
- Pikrit
- Rhyolith
- Tephrit
- Trachyt
- Tuffit

## Vorkommen

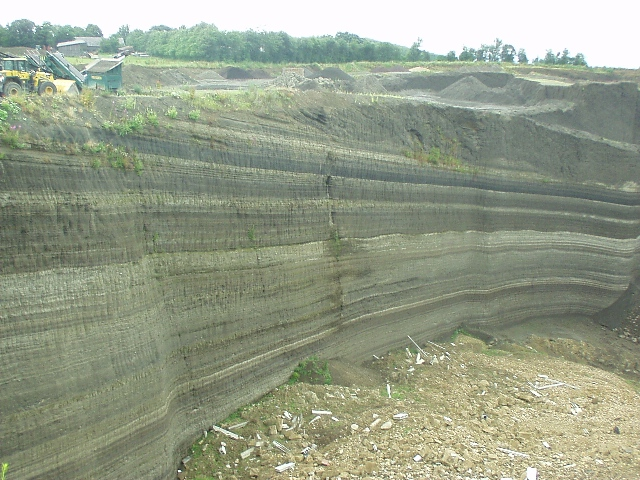
Tephraschichtungen bei Weibern (Eifel). In der ca. 30 m hohen Wand sind mehrere vulkanische Ablagerungszyklen aufgeschlossen, die Schichten bestehen vor allem aus Bims und Asche.

Vulkanische Gesteine wurden in allen Erdzeitaltern gebildet und entstehen auch heute in Gebieten aktiver vulkanischer Tätigkeit. Vulkanite treten auf allen Kontinenten auf, insbesondere in Bereichen rezenter oder ehemaliger Kontinentalplattenränder, Rifts und Mantle Plumes. Die volumenmäßig bedeutendste Gruppe sind die Basalte der Ozeanböden, welche an den mittelozeanischen Rücken gebildet werden (MORB).
Vorkommen von Vulkaniten sind nicht nur auf der Erde, sondern auch auf erdähnlichen Planeten und deren Monden bekannt. Die Maria des Erdmondes sind überwiegend basaltische Lavadecken.